# جامعة طنطا
جامعة طنطا هي خامس أقدم جامعة مصرية مقرها مدينة طنطا بمحافظة الغربية، استقلت كجامعة عام 1972، بعد أن كانت فرعًا لجامعة الإسكندرية منذ إنشائها بموجب القرار الجمهوري رقم 1468 لسنة 1962، وهو القرار الذي نص على إنشاء كلية الطب بطنطا.

## التاريخ
- مثل العام 1972 عتبة فارقة في تاريخ جامعة طنطا بصدور القانون رقم 49 لسنة 1972 والذي نص في فقرته (أ.هـ) على إنشاء جامعة وسط الدلتا بطنطا ثم عدل الاسم لاحقاً عام 1973 ليصبح جامعة طنطا وبذلك تصبح خامس جامعة في جمهورية مصر العربية بعد جامعات القاهرة والإسكندرية وعين شمس وأسيوط
- توالى تأسيس كليات الجامعة حتى بلغ عددها 18 كلية منها 12 بمدينة طنطا و6 بفرع الجامعة بكفر الشيخ، حيث أنشئت كلية التجارة عام 1973.
- انفصلت جامعة المنوفية كما أنشئت كلية الآداب في نفس العام.
- أنشئت كليات الصيدلة وطب الأسنان والهندسة عام 1976، كلية التربية فرع كفر الشيخ عام 1977.
- أنشئت كلية الحقوق عام 1980.
- أنشئت كلية التربية النوعية عام 1989 والتي كانت تابعة لوزارة التربية والتعليم ولكنها انضمت لجامعة طنطا بالقرار الجمهوري رقم 329 لسنة 1998، كما بدأت الدراسة بكلية الهندسة عام 1991 كما أُنشِأ فرع نفس الكلية وفرع كلية التجارة بكفر الشيخ في نفس العام.
- أنشئت كلية الزراعة وفرع كلية الآداب بكفر الشيخ عام 1993، كما أنشئت كلية التربية الرياضية عام 1994 وبدأت الدراسة بالفصول الدراسية بكلية التربية الرياضية بفرع الجامعة بكفر الشيخ عام 1997.
- في 29 أبريل 2000 حوّل المعهد العالي للتمريض بطنطا إلى كلية التمريض بطنطا وأضيفت إلى كليات التمريض بمصر.
- انفصل فرع كفر الشيخ عن جامعة طنطا في أغسطس 2006 تحت اسم جامعة كفر الشيخ حيث لعبت جامعة طنطا الدور المحوري والأساسي في إنشاء هذه الجامعة الوليدة. يبلغ عدد كليات الجامعة حالياً 14 كلية ومعهداً فنياً يتبعها 34 وحدة ذات طابع خاص.

## مخطط زمني
- تاريخ إنشاء الجامعة 1972/1973
- في عام 1962 صدر قرار رئيس الجمهورية العربية المتحدة رقم 1647 بإنشاء كلية طب بجامعة الإسكندرية يكون مقرها مدينة طنطا.
- في عام 1969 صدر قرار رئيس الجمهورية العربية المتحدة رقم 1088بإنشاء بعض الكليات الجديدة في بعض الجامعات وهي كلية التجارة بطنطا ويكون نواتها المعهد العالي التجاري بطنطا التابع لوزارة التعليم العالي، كليتي العلوم والمعلمين بطنطا، وكلية الزراعة بكفر الشيخ ويكون نواتها المعهد العالي الزراعي بكفر الشيخ التابع لوزارة التعليم العالي وجميعها تتبع جامعة الإسكندرية.
- في عام 1970 صدر قرار رئيس الجمهورية العربية المتحدة رقم 1578 بإنشاء فروع لجامعات القاهرة والإسكندرية وعين شمس حيث تم إنشاء فرع لجامعة الإسكندرية في طنطا يضم كليات الطب والتجارة والعلوم والمعلمين بطنطا والزراعة بكفر الشيخ.
- في عام 1972 صدر قرار رئيس جمهورية مصر العربية بالقانون رقم 49 لتنظيم الجامعات وبالغاء القانون السابق رقم 184 لسنة 1958 حيث نص في مادته الثانية فقرة (هـ) على إنشاء جامعة وسط الدلتا ومقرها طنطا والتي تم تعديل إسمها لاحقاً بموجب قرار رئيس الجمهورية رقم 54 لسنة 1973 إلى جامعة طنطا وبذلك تصبح خامس جامعة في جمهورية مصر العربية بعد جامعات القاهرة والإسكندرية وعين شمس وأسيوط.
- في عام 1974 صدر قرار النائب الأول لرئيس مجلس الوزراء رقم 12 بشأن إنشاء كلية التربية بمدينة شبين الكوم تتبع جامعة طنطا وبنقل تبعية كلية الزراعة بشبين الكوم من جامعة عين شمس إلى جامعة طنطا.
- في عام 1975 صدر قرار رئيس جمهورية مصر العربية رقم 809 باللائحة التنفيذية للقانون رقم 49 لسنة 1972 بشأن تنظيم الجامعات (الباب الأول – خامساً) جامعة طنطا وتضم كليات الآداب والتجارة والعلوم والطب (ويتبعها أقسام طب الأسنان والصيدلة) والتربية والزراعة بكفر الشيخ والزراعة والتربية بشبين الكوم، ثم صدر قرار رئيس مجلس الوزراء رقم 924 في نفس العام بشأن تعديل نفس اللائحة وإضافة كليتي الهندسة والتكنولوجيا بشبين الكوم والهندسة الإلكترونية بمنوف إلى كليات جامعة طنطا.
- في عام 1976 صدر قرار رئيس مجلس الوزراء رقم 1142 بشأن تعديل نفس اللائحة حيث أضيفت كليات طب الأسنان والصيدلة والحقوق والهندسة والزراعة والطب البيطري والتربية بكفر الشيخ والمعهد العالي للتمريض (تابع لكلية الطب) لجامعة طنطا، واستقلت جامعة المنوفية فحذفت كليات الهندسة والتكنولوجيا بشبين الكوم والهندسة الإلكترونية بمنوف والتربية والزراعة بشبين الكوم من جامعة طنطا.
- في عام 1981 صدر قرار رئيس جمهورية مصر العربية رقم 278 بإنشاء فرع لجامعة طنطا بكفر الشيخ يضم كليتي الزراعة والتربية، وفي عام 1990 صدر قراره رقم 491 بنقل كلية الطب البيطري إلى فرع جامعة طنطا بكفر الشيخ.
- في عام 1994 صدر قرار رئيس جمهورية مصر العربية رقم 287 بإضافة كلية التربية الرياضية (بنين – بنات) لجامعة طنطا، وفي عام 1996 صدر قرار وزير التعليم العالي رقم 1661 بإصدار اللائحة الداخلية للمعهد الفني للتمريض الملحق بكلية الطب جامعة طنطا.
- في عام 1998صدر قرار رئيس جمهورية مصر العربية رقم 329 بإضافة كلية التربية النوعية لجامعة طنطا وأخرى لفرع الجامعة بكفر الشيخ.
- في عام 2000 صدر قرار رئيس جمهورية مصر العربية رقم 200 باستقلال المعهد العالي للتمريض عن كلية الطب ليصبح كلية التمريض.
- في عام 2006 صدر قرار رئيس جمهورية مصر العربية رقم 129 بإلغاء فرع جامعة طنطا بكفر الشيخ وإنشاء جامعة كفر الشيخ حيث لعبت جامعة طنطا الدور المحور والأساس في إنشاء هذه الجامعة الوليدة.

## الحرم الجامعي

### مواقع خارجية
- مبنى الخدمات المجتمعية  و تنمية البيئة.
- كلية التجارة.
- كلية التربية.
- كلية التربية النوعية.

### المجمع الطبي
| - كلية الطب البشري - كلية طب الأسنان - كلية الصيدلة - كلية العلوم - كلية التمريض - المعهد الفني للتمريض - المستشفيات الجامعية | - مركز المؤتمرات - وحدة مشروعات التطوير (مركز التطوير) - مركز جودة الأداء الجامعي - مركز تنمية قدرات أعضاء هيئة التدريس - مبنى المكتبة المركزية |

### مجمع سبرباي
| - كلية الهندسة (مبنى الورش – المبنى الجديد) - كلية الحقوق (مبنى إداري – مبنى المدرجات) - كلية الزراعة - كلية الآداب - كلية التربية الرياضية (مبنى إداري – ملاعب – دار الضيافة – ستاد الكلية) - كلية الحاسبات و المعلومات - مبنى المدرجات المركزية | - المدينة الجامعية (بنين - بنات) - استاد الجامعة - جراش مجمع سبرباي - نادي العاملين بالجامعة - نادي أعضاء هيئة التدريس - المخبز - المنحل |

## الكليات والمعاهد
ويبلغ عدد كليات الجامعة حالياً 14 كلية ومعهدان وهي:

### الكليات الصحية
- كلية الطب (جامعة طنطا).
- كلية طب الأسنان.
- كلية الصيدلة.
- كلية التمريض.
- المعهد الفني للتمريض.

### الكليات العلمية
- كلية العلوم
- كلية الهندسة (جامعة طنطا).
- كلية الفنون التطبيقية
- كلية الزراعة
- كلية الحاسبات والمعلومات
- المعهد العالي للحاسبات و المعلومات

### الكليات التربوية
- كلية التربية
- كلية التربية الرياضية
- كلية التربية النوعية

### الكليات الإدارية والإنسانية
- كلية التجارة
- كلية الآداب
- كلية الحقوق

بالإضافة إلى 37 وحدة ذات طابع خاص.

## إحصائيات الجامعة
- ويبلغ عدد كليات الجامعة حالياً 13 كلية ومعهداً فنياً وهي كليات الطب البشري- العلوم - التربية - التجارة – الصيدلة - طب الأسنان - الآداب - الحقوق –التمريض - الهندسة - الزراعـة - التربية الرياضية – التربية النوعية، بالإضافة إلى المعهد الفني للتمريض.
- موقع الجامعة شارع الجيش(البحر سابقا) - مدينة طنطا - محافظة الغربية - جمهورية مصر العربية
- عدد الكليات 13 كلية + معهد فني (سنتين)
- التسجيل (2007/2008) طلاب مرحلة البكالوريوس أو الليسانس 96469 طلاب الدراسات العليا 5817
- إجمالي الطلاب المسجلين 102286
- القوى العاملة في 30/6/2008 أعضاء هيئة التدريس بالكليات 2025 الهيئة المعاونة بالكليات 1347 الإداريين بإدارة الجامعة والكليات 9057
- إجمالي القوى العاملة 12429
- الأقسام العلمية بالكليات 131
- المقررات الدراسية بالكليات 2686
- الكتب والرسائل العلمية بالمكتبة المركزية ومكتبات الكليات في 30/6/2008
- الكتب العربية المشتراة 172594 الكتب العربية المهداة 5050 الكتب الأجنبية المشتراة 112543 الكتب الأجنبية المهداة 11335 الدوريات العلمية 10718 الرسائل العلمية 20307

## خريجون بارزون
- أحمد خالد توفيق، أستاذ جامعي طبيب، وكاتب، ومؤلف، ومترجم مصري.
- إيمان غنيم، جغرافية مصرية متخصصة في مجال الجيومورفولوجيا.
- نبيل فاروق، كاتب مصري معروف اِشتهر بالأدب البوليسي والخيال العلمي.
- الأنبا أبيفانيوس، راهب وأسقف مصري راحل.
- غادة عبد العال، كاتبة مصرية.
- عمرو صبحي، كاتب وشاعر ورائد أعمال تقني واجتماعي ونشاطي للمعلومات مصري.
- باسم عادل، كاتب مصري، وعضوٌ باتحاد كتاب مصر والكتاب العرب، وعضو الجمعية المصرية لأمراض القلب.